# Джамайка (лек крайцер, 1940)
Джамайка (на английски: HMS Jamaica (44), от на английски: Jamaica – Ямайка) е лек крайцер на Британския Кралски флот, от времето на Втората световна война. Един от крайцерите на крайцерите тип „Фиджи“ (Колъни или Краун Колъни – 1-ва серия първа серия).
Поръчан през 1939 г. и заложен от корабостроителницата Vickers-Armstrong в Бароу ин Фърнес на 28 април 1939 г. Крайцерът е спуснат на вода на 16 ноември 1940 г., ставайки шестият кораб с това име в британския флот. Влиза в строй на 29 юни 1942 г. По време на Втората световна война крайцерът почти непрекъснато взема участие в бойните действия и с времето става известен с прякора си „Fighting J“ („Биткаджийката Джей“). Стойността на кораба е 2 072 211 британски лири.

## История на службата
След влизането си в строй, крайцерът отплава на 30 юни в Скапа Флоу на Оркнейските острови, където пристига на 1 юли за носене на службата.
На 26 август крайцера съвместно с разрушителите HMS Offa, HMS Eclipse и HMS Inglefield се насочва за Розайт, за да отконвоира влезлият в строй най-нов линкор HMS Howe до Скапа Флоу, където корабите и пристигат на 29 август.
На 2 септември излиза за подсигуряване на поставянето от 1-ва минно-заградителна ескадра на минно заграждение на Северния бараж (Operation SN89).
На 8 септември излиза в състава на ескорта на линкорите HMS Anson и HMS Duke of York, които съставляват далечното прикритие на конвоя PQ-18 за Колския залив и обратния конвой QP-14. Прикритието също осигурява и поддръжката на съюзния гарнизон на Шпицберген (Operation Gearbox), и в хода на тази част от похода кораба се отделя с разрушителите HMS Bramham, HMS Keppel, HMS Mackay и HMS Montrose. На 24 септември крайцерът се връща в Скапа Флоу.
През октомври крайцерът влиза в състава на 10-та крайцерска ескадра на Home Fleet. На 9 октомври крайцерът се намира в Скапа Флоу по време на визитата на премиера и сър Стафорд Крипс. Крайцерът участва в учения, изпълнява стрелби и участва в програмата на визитата.
Скоро корабът е назначен за участие в провеждането на десанта на съюзните войски в Северна Африка в състава на Централното Съединение.

### Операция Торч
На 27 октомври крайцерът отплава за Гибралтар с крайцера HMS Delhi, самолетоносача HMS Argus, ескортните самолетоносачи HMS Biter и HMS Dasher за поддръжка на десантиращите се войски. На 8 ноември крайцерът отплава от Гибралтар заедно с десантния (пехотен) съд Largs, ескортните самолетоносачи HMS Biter и HMS Dasher, крайцерите HMS Aurora и HMS Delhi за подсигуряването на десанта на 1-ва дивизия рейнджъри и 1-ва танкова дивизия в Оран. На 9 ноември съвместно с крайцера HMS Aurora отбива опита на вишистките разрушители Tramatone, Tornade, Typhon и Epervier да попречат на десанта. В хода на боя Epervier е повреден, запалва се и се изхвърля на брега. На 10 ноември, заедно с линкора HMS Rodney и крайцера HMS Aurora, обстрелва бреговите батареи на Оран. На 14 ноември крайцерът завършва своето участие в операцията и се насочва към водите на метрополията и на 20 ноември „Джамейка“ пристига в Скапа Флоу, възобновява службата си в състава на ескадрата.

### Завръщане в Арктика
На 17 декември „Джамейка“, крайцерът HMS Sheffield и разрушителите HMS Musketeer и HMS Matchless образуват Съединение „R“, което е призвано да подсигурява близкото прикритие на Арктическите конвои. На 19 декември това Съединение в състав: „Джамейка“, HMS Sheffield и разрушителите HMS Beagle, HMS Matchless и HMS Opportune съставлява близкото прикритие на конвоя JW-51A. На 24 декември корабите на съединението се отделят от конвоя и се насочват за дозареждане в Мурманск, където и пристигат на 25 декември пускайки котва.

#### Бой в Баренцево море
На 27 декември Съединение „R“ отплава от Мурманск, за да посрещне втората секция на конвоя – JW-51B и на 31 декември участва в боя с немската ескадра, атакуваща конвоя. На 1 януари 1943 г. крайцерите се присъединяват към защитата на обратния конвой RA-51 за Исландия. На 4 януари корабите на Съединението пристигат в Сейдисфьордюр, след като се съединяват с тежките крайцери HMS Kent и HMS Berwick. На 8 януари „Джамейка“ се насочва за Скапа Флоу.
На 31 януари крайцерът е определен за провеждането на патрулни плавания в района на Азорските острови за прихващане на блокадопробивачи, които и изпълнява през февруари. След втория си поход той е върнат в Скапа Флоу.
През март крайцерът отплава за родната си корабостроителница на Vickers Armstrong в Бароу за сменя на стволовете. През април се връща в състава на флота, за служба при северозападните подходи.
През юли крайцерът влиза за ремонт в корабостроителница в Портсмът, който продължава до септември. На 18 септември крайцера се връща в състава на флота.
На 2 ноември крайцера излиза заедно с линкора HMS Anson, самолетоносача HMS Formidable, разрушителите HMS Onslow и HMS Venus, американските разрушители USS Capps (DD-550) и USS Hobson (DD-464), канадския разрушител HMCS Haida и норвежкия разрушител HNoMS Stord за подсигуряване на далечното прикритие на обратния конвой RA-54A от Колския залив до Лох Ю. На 8 ноември „Джамейка“ се връща в Скапа Флоу.
На 19 ноември крайцерът съставя крайцерското прикритие съвместно с крайцерите HMS Bermuda и HMS Kent за прехода на конвоите JW-54A и JW-54B, а от 27 ноември и за обратния конвой RA-54B, връщайки се на 3 декември в Скапа Флоу.
На 15 декември крайцера излиза съвместно с линкора HMS Duke of York, разрушителите HMS Savage, HMS Saumarez, HMS Scorpion и норвежкия разрушител HNoMS Stord за подсигуряване на далечното прикритие на конвоя JW-55A. На 16 декември корабите на прикритието се насочват за Мурманск за срещата на командващия Хоум Флийта с командващия Съветския Северен флот. На 18 декември корабите отплават от Мурманск за Акюрейри, където пристигат на 21 декември. Оттам същите кораби в състава на Съединение 2 отплават на 23 декември, за да осигурят далечното прикритие на конвоя JW-55B и обратния RA-55A. На 24 декември линкора с разрушителите отработват взаимодействие в случай на поява на противника, а на 26 декември се състои боя, в хода на който е потопен немския линкор Шарнхорст. След боя победителите се насочват за Мурманск, където се дозареждат и отплават на 28 декември за вкъщи, пристигайки на 31 декември в Скапа Флоу, където са триумфално посрещнати.
През януари на новата 1944 г. крайцерът отива в Розайт за отстраняване на повредните, получени в хода на боя. На 20 февруари той се връща в Скапа Флоу за носене на службата.
На 26 февруари „Джамейка“ съвместно с крайцера HMS Berwick полския крайцер Dragon съставят крайцерското прикритие на конвоя JW-57. На 28 февраля „Джамейка“ се връща в базата.

### Авионосни операции при бреговете на Норвегия
На 30 март „Джамейка“ заедно със самолетоносача HMS Furious, крайцера HMS Sheffield и ескортните самолетоносачи HMS Emperor, HMS Fencer, HMS Pursuer и HMS Searcher в състава на Съединение 2 се насочват за прикритие на поредния арктически конвой – JW-58 и обратния RA-58. Съединение 1 съставляват линкорите HMS Duke of York, HMS Anson, крайцерите HMS Belfast, HMS Royalist и самолетоносача HMS Victorious. На 3 април самолетоносачите под ескорта на крайцерите нанасят удар по немския линкор „Тирпиц“, закотвен в Алтенфьорде. Тази операция (Operation Tungsten) е изпълнена едновременно с проводката на конвоите. На 6 април крайцерът, заедно с корабите на флота, се връща в Скапа Флоу.
През юни крайцерът се намира в Скапа Флоу, за да окаже, при необходимост, поддръжка на корабите участващи в операцията Нептун – морската част от десанта Нормандия. 16 юни крайцерът заедно с разрушителя HMS Whelp отплава за попълване на гарнизона на Шпицберген (Operation Gearbox). Със завършването на операцията, на 25 юни, се връща в Скапа Флоу.
На 17 август „Джамейка“ е част от ескорта на конвоя JW-59 съвместно с ескортните самолетоносачи HMS Striker и HMS Vindex прикривани от разрушителите HMS Caprice, HMS Marne, HMS Meteor, HMS Milne и HMS Musketeer. Заедно с корабите плава линкора „Архангелск“, временно придаден на съветския флот. На 28 август крайцера отплава от Колския залив в качеството на ескорт на обратния конвой RA-59A. На 5 септември той с няколко кораба се отделя от ескорта и се насочва за Скапа Флоу.
На 15 септември „Джамейка“ съвместно с разрушителите HMS Orwell и HMS Obedient и изпратен, за пореден път, към Шпицберген (Operation Gearbox).
През октомври крайцерът преминава в Портсмът, влизайки на 16 октомври за ремонт готвейки се да влезе в състава на Тихоокеанския флот. В хода на ремонта е свалена кула „X“, на мястото на която са поставени 2 установки автоматични оръдия „Пом-Пом“, модернизирано е радарното оборудване и е поставен радиомаяк. Ремонтът продължава до май 1945 г., когато крайцера преминава изпитанията и е подготвен за ролята на кралска яхта.
На 6 юни кралят – Джордж VI и кралица Елизабет плават на крайцера с визита по островите в Канала, съпровождани от разрушителите HMS Faulknor, HMS Caesar, HMS Impulsive и HMS Brilliant, след което корабите се връщат в Плимът. През юли и август крайцерът продължава подготовката за служба в Далечния изток. Едва на 28 август крайцера отплава за Далечния изток през Средиземно море, но към този момент войната вече е завършила.

## Коментари
1. ↑  Всички данни се привеждат към момента на влизане в строй.